# Selinum cryptotaenium
Selinum cryptotaenium är en flockblommig växtart som beskrevs av H.Boissieu. Selinum cryptotaenium ingår i släktet krusfrön, och familjen flockblommiga växter. Inga underarter finns listade i Catalogue of Life.